# Apiomeris diversicolor
Apiomeris diversicolor är en mångfotingart som först beskrevs av Filippo Silvestri 1895.  Apiomeris diversicolor ingår i släktet Apiomeris och familjen klotdubbelfotingar. Inga underarter finns listade i Catalogue of Life.